# Statistiques du hockey sur glace
Les termes suivants sont communément liés aux statistiques du hockey sur glace.

## Statistiques d’équipe
- PJ - Parties jouées - Nombre de parties que l'équipe a jouées.
- V - Victoires - Parties que l'équipe a gagnées, que ce soit lors du temps réglementaire ou après prolongation.
- VP - Victoires après prolongation - Victoires obtenues pendant la prolongation (note : beaucoup de ligues ne font pas la différence entre des victoires lors du temps réglementaire et après prolongation et les incluent ensemble dans la statistique victoires).
- VTB - Victoire en tirs de barrage - Victoires obtenues lors des tirs de fusillade (ou tirs de barrage).
- N - Parties nulles - Parties qui se sont terminées sur un score de parité.
- D - Défaites - Parties que l'équipe a perdues pendant le temps réglementaire.
- DP - Défaite après prolongation - Défaites que l'équipe a subies pendant la prolongation (note : beaucoup de ligues ne font pas la différence entre des défaites lors du temps réglementaire et après prolongation et les incluent ensemble dans la statistique défaite).
- DTB - Défaite en tirs de barrage - Parties que l'équipe a perdues lors des tirs de fusillade (ou tirs de barrage).
- Pts - Points - Points de l’équipe calculés en fonction de V, VP, VF, D, N, DP et DF, utilisés pour déterminer le classement.
- BP - Buts pour - Nombre de buts que l'équipe a inscrits.
- BC - Buts contre - Nombre de buts encaissés par l’équipe.
- BL - Blanchissages - Parties où l'équipe a empêché l'adversaire de marquer.

## Statistiques de joueur
- PJ - Parties jouées - Nombre de parties auxquelles le joueur a participé.
- B - Buts - Nombre total de buts que le joueur a inscrits.
- A - Aides - Nombre total d'aides (ou assistances ou "passes décisives") apportées à l'inscription d'un but par le joueur.
- Pts - Points - Nombre total de points, calculé en faisant la somme de B et A.
- Pun - Minutes de pénalité - Nombre de minutes de pénalité que le joueur a récoltées (dans un but pratique pour les statistiques, les pénalités de méconduite, pénalité de méconduite pour le match et pénalité de match sont associées à dix minutes).
- BAN - Buts en avantage numérique - Nombre de buts que le joueur a inscrits lorsque son équipe était en situation de supériorité numérique.
- AAN - Aides en avantage numérique - Nombre d'aides apportées à l'inscription d'un but lorsque son équipe était en situation de supériorité numérique.
- BDN - Buts en désavantage numérique - Nombre de buts que le joueur a inscrits lorsque son équipe était en situation d’infériorité numérique.
- ADN - Aides en désavantage numérique - Nombre d'aides apportées à l'inscription d'un but lorsque son équipe était en situation d’infériorité numérique.
- BG - But gagnant - Nombre de buts gagnants inscrits par le joueur (un but est considéré comme gagnant si l'équipe qui l'a marqué aurait gagné la partie sans marquer d'autre but, par exemple le 3e but dans un match gagné 5-2).
- BÉ - But égalisateur - Nombre de buts assurant une partie nulle (c'est le dernier but dans une partie nulle) que le joueur a marqués.
- FD - Filet désert - Nombre de buts marqués dans un but vide.
- +/- ou Plus-moins -  Différence entre le nombre de buts marqués par l'équipe et le nombre de buts encaissés lorsque le joueur était sur la glace et que son équipe jouait à égalité ou en infériorité numérique.
- TJ - Temps de jeu - Temps total passé sur la glace de la patinoire.
- MTJ - Moyenne de temps de jeu - Moyenne du temps passé par le joueur sur la glace durant les parties auxquelles il participait (total du temps divisé par le nombre de matchs joués).
- D'autres termes sont moins souvent utilisés, comme : mises en échec, mises en jeu gagnées, pourcentage de mises en jeu gagnées, interceptions, « giveaways », tirs au but, etc.

## Statistiques de gardien de but
- PJ, B, A - Identiques aux statistiques de joueur. Note : +/- n’est pas enregistré pour les gardiens.
- PC - Parties commencées - Nombre de parties que le gardien a commencées.
- Min - Minutes - Nombre total de minutes que le gardien a passées sur la glace.
- BC - Buts contre - Nombre total de buts encaissés par le gardien.
- Moy - Moyenne de buts alloués - Moyenne des buts alloués par le gardien par match.
- V  - Victoires - Parties que le gardien a gagnées.
- D - Défaites - Parties que le gardien a perdues. Un gardien est crédité d'une victoire ou d'une défaite s'il est présent sur la glace — ou s'il vient juste d'être sorti pour faire rentrer un attaquant supplémentaire — lorsque le but gagnant est marqué.
- N - Parties nulles - Parties que le gardien a permis de terminer sur un score de parité. Un gardien est crédité d’une partie nulle s'il est présent sur la glace — ou s'il vient juste d'être sorti pour faire rentrer un attaquant supplémentaire — lorsque le but égalisateur est marqué. Dans le cas d’un score de 0-0, le gardien qui a entamé le match est crédité de la partie nulle.
- L - Lancers - Nombre total de tirs dirigés vers son but auxquels le gardien a dû faire face.
- Arr - Arrêts - Nombre d'arrêts effectués par le gardien.
- %Arr - Pourcentage d’arrêt - Pourcentage des arrêts effectués sur le total des lancers auxquels il a fait face.
- BL - Blanchissages - Nombre de matchs durant lesquels il n'a accordé aucun but et a été le seul gardien à jouer pour son équipe.
- FD - Filet désert - Nombre de buts marqués pendant que le gardien était sorti au profit d'un attaquant supplémentaire.